# 少年アルケミスト
少年アルケミスト（しょうねんアルケミスト）は、株式会社アルケミストが運営していたかつて存在していたオンライン小説サイト。

## 概要
アルケミストは毎年、エイプリルフールに手の込んだジョークを披露することで知られており、2007年4月1日に「少年アルケミスト」がオープンした際は例年と同様のジョークだと思われていた。ところが、4月22日に開催されたイベント「アルケ祭2007」で5月1日に正式オープンすることが発表された。
サイトはブログ形式で随時、連載作品の新作エピソードやインターネットラジオがアップロードされる形式になっている。購読は無料で、会員登録手続きなども不要。
2013年12月6日を最後に一切の更新が途絶え、2016年にサイト消失した。

## 連載作品・コンテンツ
連載小説
開始予定のものも含む。カッコ内は（作 / 画）。
- ヴェロキア竜騎兵物語（竜騎士07 / 江草天仁）
- SHIKHI（叶希一 / 竹玄）
- セヴンナイツ -7nights-（草壁よしお 原作：チュアブルソフト / ぎん太）
- ちこちこBANG! 〜きまぐれ第二執行部〜（高瀬伸 / FFC）
- 日月時男のひきこもり日記（渡辺浩弐 / 津田晶）
- シャイニーブルー 〜輝きたくて〜（浅葉りな / 湖住ふじこ）
- ブゆげめ（日景野もぐら 原作：FFC / FFC）
- 坂口探偵事務所（脚本：Pの人 / 美紀）
- ヒメタン！（脚本：ニドネ / さこうもち）

Rookies League
- 夏～壊れたお皿～（雪桜虹 / Jelly）
- チート少女（黒枝十和 / Jelly）
- みんなともだち（竹子恵美 / 竹玄）
- いつかの君とミルクキャンデー（佐竹伸一朗）
- ホシゾラランデヴー（佐竹伸一朗）
- それゆけ 花粉ちゃん（サチン玲）

インターネットラジオ
- ピュアっと!×きゅあラジ☆（「Pure×Cure Re:covery」の関連番組）
- バルドバレット ラジオブリアム（PlayStation 2専用ゲームソフト『BALDR BULLET EQUILIBRIUM』の関連番組、音泉でも配信）
- レレレの錬金術師（アルケミスト ラジオ）